# Cosmosoma restrictum
Cosmosoma restrictum là một loài bướm đêm thuộc phân họ Arctiinae, họ Erebidae.